# Lloyd Sherr
Lloyd Sherr (Los Angeles, 28 febbraio 1956) è un attore e doppiatore statunitense.

## Filmografia parziale
- Cars 2 (2011) - voce
- Cars 3 (2017) - voce